# Kaceřov (Karlovy Vary)
Kaceřov (in tedesco Katzengrün) è un comune della Repubblica Ceca facente parte del distretto di Sokolov, nella regione di Karlovy Vary.